# Raj Bhavan

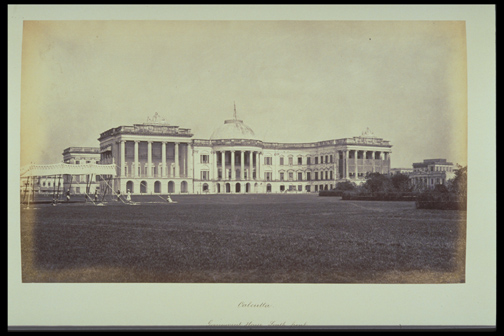
O Raj Bhavan cerca de 1865.

O Raj Bhavan (Palácio do Governo em Bengali e Hindi) é o Palácio do Governador em Kolkata, Bengala Ocidental. A estrutura foi construída em 1803 durante o período colonial britânico. Antiga residência do Governador Geral da Índia, e chamado na época de Government House (Casa do Governo), o palácio é, actualmente, a residência do Governador de Bengala Ocidental. O actual Governador, Sua Excelência Gopalkrishna Gandhi, reside no edifício.

## História

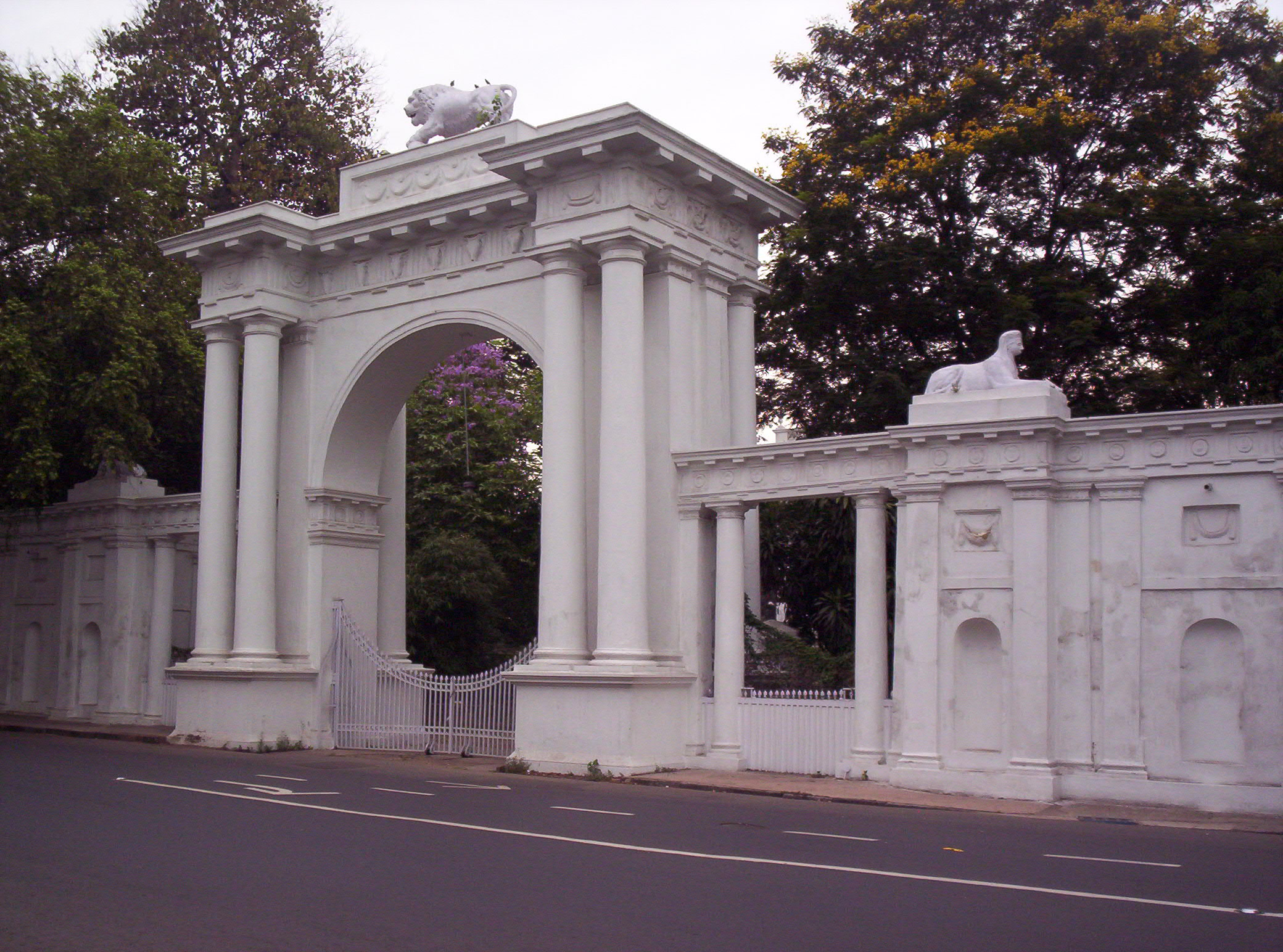
Portão Norte do Raj Bhavan.

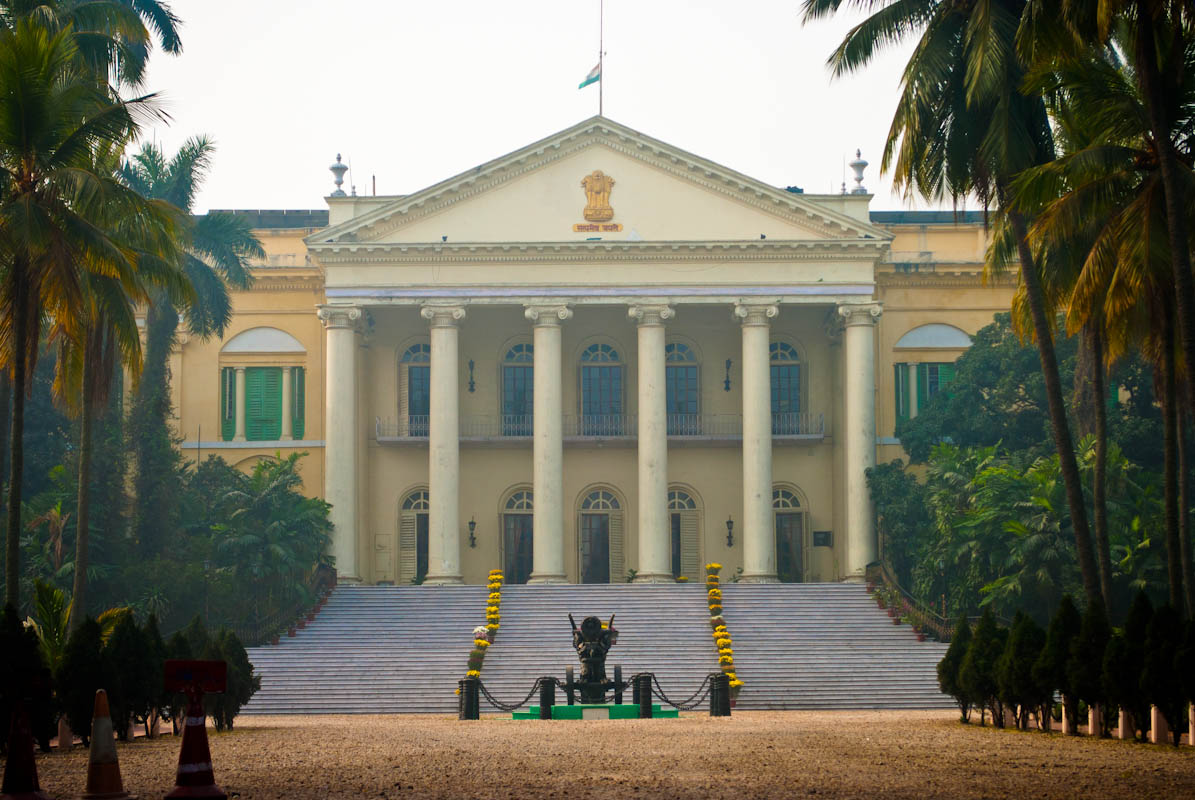
Casa de Calcutá, na Índia do Governador

O Raj Bhavan, usado como "Casa do Governo" na época Raj, era a sede do poder Imperial Britânico. A estrutura foi construída entre 1799 e 1803 segundo o desenho do capitão Charles Wyatt, dos Engenheiros Bengalis, durante a posse de Richard Wellesley, 1º Marquês Wellesley, como Governador Geral da Índia. O Marquês Wellesley ficou com a reputação de ter dito que a Índia deve ser governada a partir de um palácio, não de uma casa de campo.  O palácio permaneceu em uso até que a capital se mudou de Calcutá para Deli, em 1912. Depois disso, o Governador-Tenente de Bengala, que residira até aí na Belvedere House, foi promovido a Governador e transferido para o palácio. Actualmente, o edifício serve de residência ao Governador do Estado indiano de Bengala Ocidental, e é conhecido pelo seu nome Hindi, Raj Bhavan.
Durante a administração britânica, os Governadores Gerais retiravam-se em cada Verão para Shimla, para evitar o calor, e o governo da Índia mudava-se com eles.

## Estrutura
O Raj Bhavan, com a sua estrutura de três andares, foi inspirado no Kedleston Hall, no Derbyshire. Curiosamente, o Kedleston Hall era a residência ancestral de George Nathaniel Curzon, 1º Marquês Curzon de Kedleston, que se tornou Vice-Rei da Índia entre 1899 e 1904, tendo vivido no Raj Bhavan exactamente um século depois de Richard Wellesley, 1º Marquês Wellesley. 
Embora as características básicas de Kedleston Hall, como a fachada palladiana, a cúpula, etc. tenham sido fielmente copiadas, o Raj Bhavan é uma estrutura de três andares muito maior. Evidentemente, o Governo da Índia não teve os constrangimentos financeiros que forçaram os Curzons a deixar o seu palácio incompleto. O Raj Bahvan tem todas as quatro alas concebidas originalmente para Kedleston. Sendo assim, actualmente, um completo Kedleston Hall em tijolo, numa escala muito maior, está localizado no interior dos seus 27 acres de jardins no coração do distrito de negócios de Kolkata. O edifício ocupa uma superfície assoalhada de 84.000 pés quadrados.

## Interior
A área residencial está dividida em quatro conjuntos: a suite do Príncipe de Gales, na ala Noroeste do primeiro andar, é o apartamento onde o Presidente, o Vice-Presidente e o Primeiro-Ministro da Índia se instalam quando visitam o Estado de Bengala Ocidental; a suite Wellesley fica localizada no segundo andar da ala Nordeste; a suite Dufferin encontra-se no segundo andar da ala Noroeste; finalmente, o quarto conjunto é a suite Anderson.
Os encontros públicos ocasionais patrocinados pelo Governador têm lugar no magnífico Hall de Marmore, no piso térreo. A Câmara do Conselho é usada como local de reunião do Conselho Executivo do Governador Geral. A Sala-de-Estar Castanha foi usada como sala de pequeno-almoço, enquanto a adjacente Sala-de-Estar Azul é a sala onde o Governador encontra os seus convidados. A Sala do Trono é parecida com um Durbar (Corte indiana), onde os príncipes davam as boas-vindas. Além destas salas, anda existe a Galeria dos Banquetes e o Salão de Baile.
Existe uma arma montada num dragão apontada ao portão Norte. Em volta da arma principal existem dez outras armas que foram tomadas aos chineses, em comemoração da paz iniciada pelo Tratado de Nanquim de 29 de Agosto de 1842, pelas forças Naval e Militar da Inglaterra e Índia, sob o comando do vice-almirante Sir William Parker e do tenente-general Sir Hugh Gough.